# 33
Aquesta pàgina és per a l'any. Per al nombre, vegeu trenta-tres.
|  | Aquest article tracta sobre l'any 33. Vegeu-ne altres significats a «Canal 33». |

## Esdeveniments
- Galba és Consol romà.
- Tiberi funda un crèdit bancari a Roma.
- Una crisi financera accessos a Roma, donat a les polítiques fiscals mal escollides. El valor de la terra va caure en picat i el crèdit va augmentar. Aquestes accions va conduir a una falta d'efectiu, una crisi de confiança i molta especulació del sòl. Les primeres víctimes va ser els senadors, els cavallers i els rics. Moltes famílies aristocràtiques es van arruïnar.

## Naixements
- Gaius Rubellius Plautus, fill de Gaius Rubellius Blandus i Júlia Drusa

## Necrològiques
- 3 d'abril, Jerusalem (Palestina) - Jesús de Natzaret, crucificat per la cohort de Ponç Pilat a instàncies del Sanedrí (data més probable).
- Agripina I dona de Germànic Cèsar (suïcidada per inanició).
- Marc Emili Lèpid cònsol de Roma.